# Гончарова, Надежда Васильевна
Надежда Васильевна Гончарова (30 августа (12) сентября 1902 год, Тверь — 1 апреля 1963, Калинин) — советская театральная актриса, народная артистка РСФСР (1956).

## Биография
Надежда Васильевна Гончарова родилась 30 августа (12) сентября 1902 года в Твери в семье тверского мещанина Василия Егоровича Гончарова и его супруги Прасковьи Илларионовны. Окончила женское коммерческое училище.
Сценическую деятельность начала в 1920 году в Твери, в Малом Пролетарском театре, с 1923 года — в Большом Пролетарском театре (труппа Скрябина). Работала в Ярославле и Вологде. В 1928 году вступила в труппу Калининского драматического театра, где играла всю жизнь и сыграла свыше 300 ролей.
Была членом Калининского обкома КПСС, членом промышленного обкома КПСС, депутатом городского Совета депутатов трудящихся, возглавляла профсоюзную организацию театра.
Умерла 1 апреля 1963 года после тяжёлой продолжительной болезни, похоронена на Первомайском кладбище Твери.

### Семья
- Муж — актёр Пётр Петрович Званцев (1893—1958), был артистом Калининского драматического театра.

## Память
- В 1981 году бывшая 3-я улица Профинтерна в Пролетарском районе города Твери получила название улица Гончаровой в честь Н. В. Гончаровой.[1].

## Награды и премии
- Заслуженная артистка РСФСР (1947).
- Народная артистка РСФСР (1956).
- Орден «Знак Почёта» (7 марта 1960)[2].
- медали.

## Работы в театре
- «Волки и овцы» А. Островского — Анфуса Тихоновна
- «Таланты и поклонники» А. Островского — Домна Пантелеевна
- «Лес» А. Островского — ключница Улита
- «Доходное место» А. Островского — Фелисата Герасимовна Кукушкина
- «Последняя жертва» А. Островского — Глафира Фирсовна
- «Волки и овцы» А. Островского — Анфиса
- «Богатые невесты» — купчиха Бедонегора
- «Нашествие» Л. Леонова — нянька Демидьевна
- «Настоящий человек» Т. Лондона по повести Б.Полевого — бабка Василиса
- «Старые друзья» Л. Малюгина — учительница Елизавета Ивановна
- «Золотопромышленники» — Мосевна
- «Любовь Яровая» К. Тренёва — Дунька
- «Слава» В. Гусева — Мотылькова
- «Воскресение» по Л. Толстому — Матрёна
- «Слава» В. Гусева — мать рабочего
- «В старой Москве» В. Пановой — Марья Алексеевна
- «Мать своих детей» А. Афиногенова — Екатерина Ивановна
- «Каменное гнездо» Холлы Вуолийоки — старая хозяйка Нискавуори
- «До свидания, Анна!» по пьесе Э. Радзинского «Глубокий тыл» (по роману Б. Полевого)